# Seznam predsednikov držav
Seznam predsednikov držav.

## A
- seznam predsednikov Afganistana
- seznam predsednikov Albanije
- seznam predsednikov Alžirije
- seznam predsednikov Angole
- seznam predsednikov Argentine
- seznam predsednikov Armenije
- seznam predsednikov Avstrije

## B
- seznam predsednikov Belorusije
- seznam predsednikov Belgije
- seznam predsednikov Bolgarije
- seznam predsednikov Brazilije

## C
- seznam predsednikov Cipra

## Č
- seznam predsednikov Češke
- seznam predsednikov Čila

## D
- seznam predsednikov Danske

## E
- seznam predsednikov Egipta
- seznam predsednikov Ekvadorja
- seznam predsednikov Estonije

## F
- seznam predsednikov Francije

## G
- seznam predsednikov Gruzije

## H
- seznam predsednikov Haitija
- seznam predsednikov Hondurasa
- seznam predsednikov Hrvaške

## I
- seznam predsednikov Irske
- seznam predsednikov Italije

## J
- seznam predsednikov Jemena

## K
- seznam predsednikov Kanade

## M
- seznam predsednikov Malezije

## N
- seznam predsednikov Nemčije

## P
- seznam predsednikov Poljske

## R
- seznam predsednikov Rusije

## S
- seznam predsednikov Slovaške
- seznam predsednikov Slovenije
- seznam predsednikov Srbije

## U
- seznam predsednikov Ugande
- seznam predsednikov Urugvaja

## V
- seznam predsednikov Venezuele

## Z
- seznam predsednikov Združenih držav Amerike